# Carcinogen

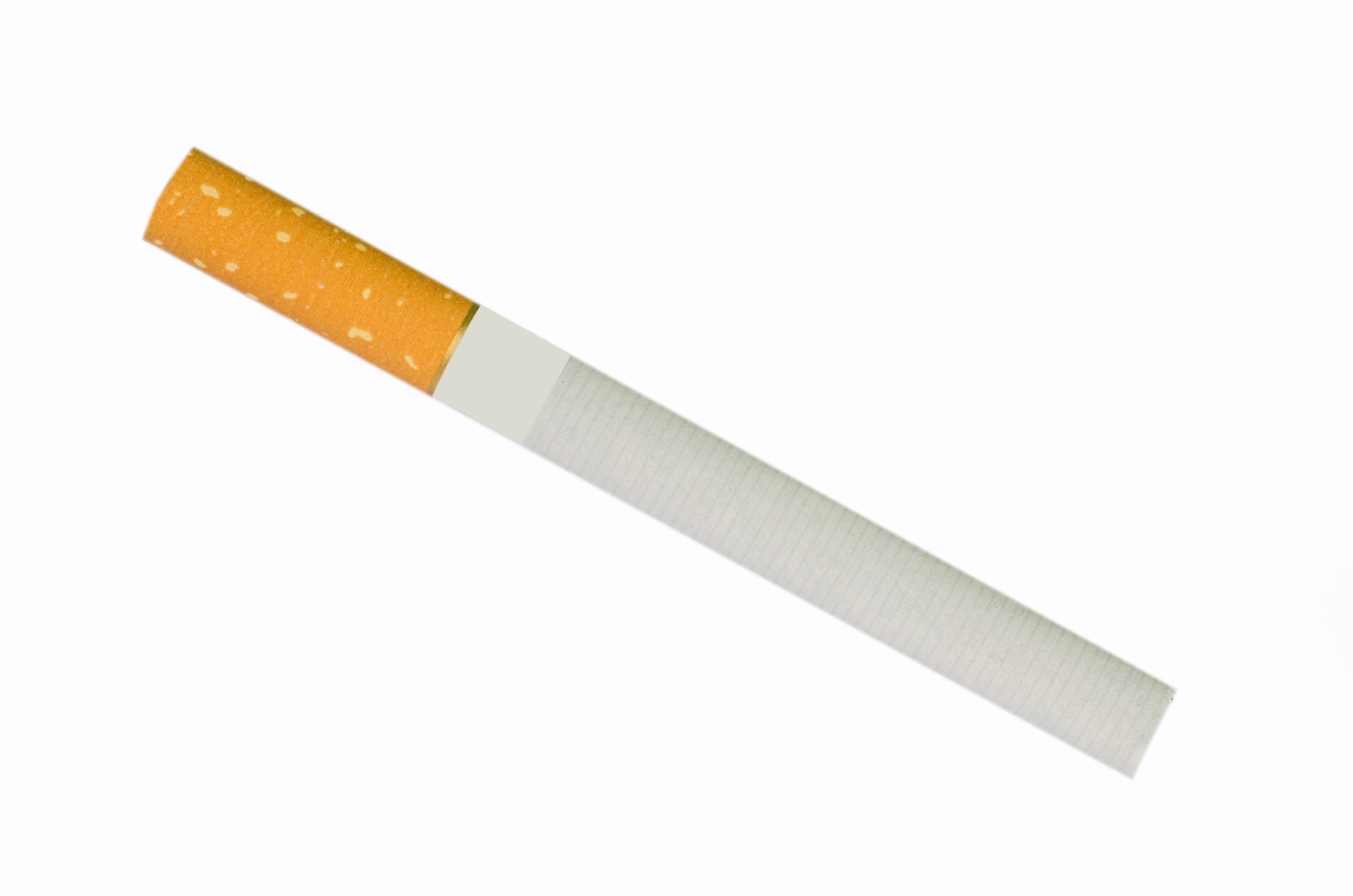
Fumul de țigară este un carcinogen cunoscut de mai bine de 65 de ani.

Un cancerigen este orice substanță chimică, radionuclid sau radiație care promovează carcinogeneza, formarea cancerului. Acest lucru se poate datora capacității de a deteriora genomul sau perturbării proceselor metabolice celulare. Mai multe substanțe radioactive sunt considerate cancerigene, dar activitatea lor cancerigenă este atribuită radiațiilor, de exemplu razele gamma și particulele alfa, pe care le emit. Exemple comune de agenți cancerigeni neradioactivi sunt azbestul inhalat, anumite dioxine și fumul de tutun. Deși publicul asociază, în general, carcinogenitatea cu substanțele chimice sintetice, este la fel de probabil să apară atât din substanțe naturale, cât și din substanțe sintetice. Carcinogenii nu sunt neapărat toxici imediat; astfel, efectul lor poate fi insidios.
Cancerul este orice boală în care celulele normale sunt deteriorate și nu suferă moartea celulară programată la fel de repede pe cât se divid prin mitoză. Agenții cancerigeni pot crește riscul de cancer prin modificarea metabolismului celular sau deteriorarea ADN-ului direct în celule, ceea ce interferează cu procesele biologice și induce diviziunea necontrolată, malignă, ducând în cele din urmă la formarea de tumori. De obicei, deteriorarea severă a ADN-ului duce la moartea celulară programată, dar dacă calea de moarte celulară programată este deteriorată, atunci celula nu se poate împiedica să devină o celulă canceroasă.
Există mulți agenți cancerigeni naturali. Aflatoxina B1, care este produsă de ciuperca Aspergillus flavus care crește pe cereale depozitate, nuci și unt de arahide, este un exemplu de cancerigen microbian puternic, natural. S-a descoperit că anumite virusuri, cum ar fi hepatita B și virusul papiloma uman, provoacă cancer la oameni. Primul virus care s-a dovedit a provoca cancer la animale este virusul sarcomului Rous, descoperit în 1910 de Peyton Rous. Alte organisme infecțioase care provoacă cancer la oameni includ unele bacterii (de exemplu, Helicobacter pylori ) și helminți (de exemplu, Opisthorchis viverrini  și Clonorchis sinensis ).
Dioxinele și compușii asemănători dioxinei, benzenul, keponele, EDB și azbestul au fost toate clasificate drept cancerigene. Încă din anii 1930, fumul industrial și fumul de tutun au fost identificate ca surse de zeci de agenți cancerigeni, inclusiv benzo[a]piren, nitrozamine specifice tutunului, cum ar fi nitrozonornicotina și aldehide reactive, cum ar fi formaldehida, care este, de asemenea, un pericol în îmbălsămare și fabricarea materialelor plastice. Clorura de vinil, din care este fabricat PVC, este un cancerigen și, prin urmare, un pericol în producția de PVC.